# Larreule (Pyrénées-Atlantiques)
Pour les articles homonymes, voir Larreule.
Larreule (en béarnais La Reula ou La Réule) est une commune française, située dans le département des Pyrénées-Atlantiques en région Nouvelle-Aquitaine.

## Géographie

### Localisation
La commune de Larreule se trouve dans le département des Pyrénées-Atlantiques, en région Nouvelle-Aquitaine.
Elle se situe à 27 km par la route de Pau, préfecture du département, et à 17 km d'Artix, bureau centralisateur du canton d'Artix et Pays de Soubestre dont dépend la commune depuis 2015 pour les élections départementales. 
La commune fait en outre partie du bassin de vie de Pau.
Les communes les plus proches sont : 
Fichous-Riumayou (2,1 km), Uzan (2,5 km), Bouillon (2,9 km), Garos (3,2 km), Mazerolles (3,2 km), Momas (3,8 km), Lonçon (3,9 km), Géus-d'Arzacq (4,0 km).
Sur le plan historique et culturel, Larreule fait partie de la province du Béarn, qui fut également un État et qui présente une unité historique et culturelle à laquelle s’oppose une diversité frappante de paysages au relief tourmenté.

### Communes limitrophes
Les communes limitrophes sont  Fichous-Riumayou, Garos, Lonçon, Mazerolles, Momas et Uzan.
|      | Garos      | Fichous-Riumayou |
| Uzan | Larreule   | Lonçon           |
|      | Mazerolles | Momas            |

### Hydrographie

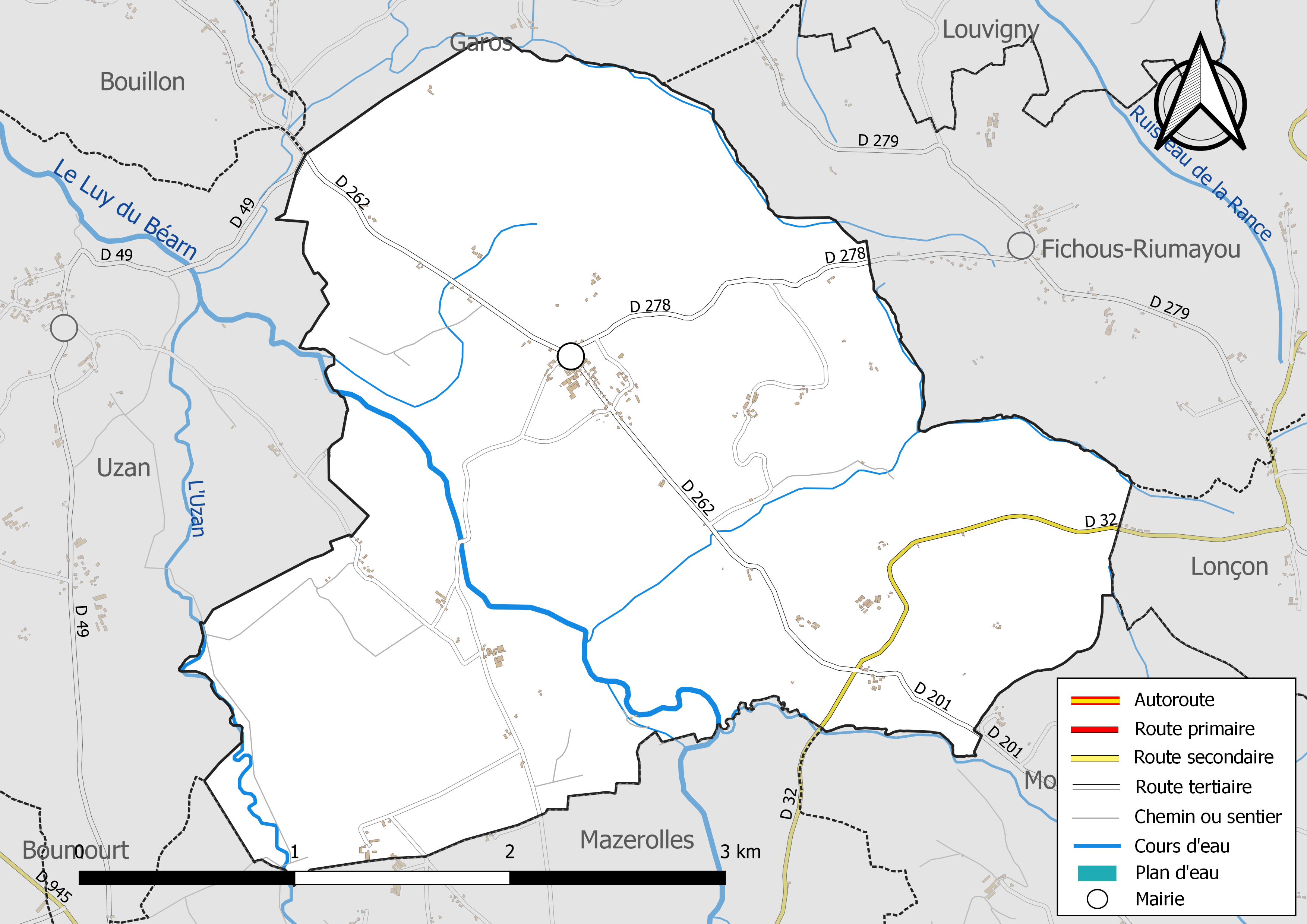
Réseaux hydrographique et routier de Larreule.

La commune est drainée par le Luy de Béarn, l'Uzan, le Gez, un bras du Luy du Béarn, et par divers petits cours d'eau, constituant un réseau hydrographique de 11 km de longueur totale,.
Le Luy de Béarn, d'une longueur totale de 76,6 km, prend sa source dans la commune d'Andoins et s'écoule du sud-est vers le nord-ouest. Il traverse la commune et se jette dans le Luy à Gaujacq, après avoir traversé 30 communes.
L'Uzan, d'une longueur totale de 23,6 km, prend sa source dans la commune de Lons et s'écoule du sud-est vers le nord-ouest. Il traverse la commune et se jette dans le Luy de Béarn à Uzan, après avoir traversé 12 communes.

### Climat
Pour des articles plus généraux, voir Climat de la Nouvelle-Aquitaine et Climat des Pyrénées-Atlantiques.
Historiquement, la commune est exposée à un climat de montagne.  
En 2020, Météo-France publie une typologie des climats de la France métropolitaine dans laquelle la commune est toujours exposée à un climat de montagne et est dans la région climatique Pyrénées atlantiques, caractérisée par une pluviométrie élevée (>1 200 mm/an) en toutes saisons, des hivers très doux (7,5 °C en plaine) et des vents faibles.
Pour la période 1971-2000, la température annuelle moyenne est de 13,5 °C, avec une amplitude thermique annuelle de 14,4 °C. Le cumul annuel moyen de précipitations est de 1 159 mm, avec 11,9 jours de précipitations en janvier et 7,8 jours en juillet. Pour la période 1991-2020, la température moyenne annuelle observée sur la station météorologique la plus proche, située sur la commune de Pomps à 6 km à vol d'oiseau, est de 14,1 °C et le cumul annuel moyen de précipitations est de 1 062,2 mm,. Pour l'avenir, les paramètres climatiques de la commune estimés pour 2050 selon différents scénarios d’émission de gaz à effet de serre sont consultables sur un site dédié publié par Météo-France en novembre 2022.

### Milieux naturels et biodiversité
Aucun espace naturel présentant un intérêt patrimonial n'est recensé sur la commune dans l'inventaire national du patrimoine naturel,,.

## Urbanisme

### Typologie
Au 1er janvier 2024, Larreule est catégorisée commune rurale à habitat dispersé, selon la nouvelle grille communale de densité à sept niveaux définie par l'Insee en 2022.
Elle est située hors unité urbaine. Par ailleurs la commune fait partie de l'aire d'attraction de Pau, dont elle est une commune de la couronne,. Cette aire, qui regroupe 227 communes, est catégorisée dans les aires de 200 000 à moins de 700 000 habitants,.

### Occupation des sols

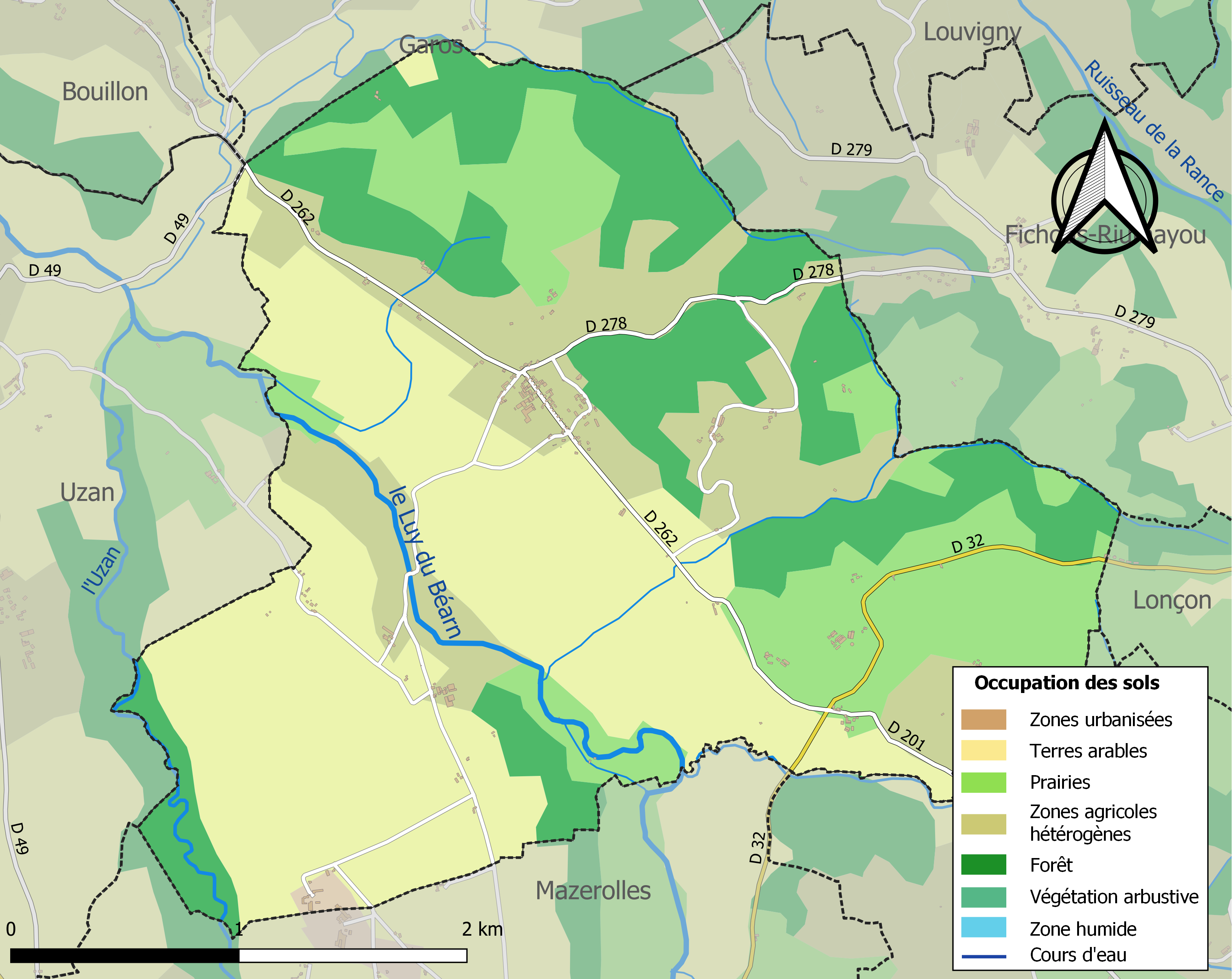
Carte des infrastructures et de l'occupation des sols de la commune en 2018 (CLC).

L'occupation des sols de la commune, telle qu'elle ressort de la base de données européenne d’occupation biophysique des sols Corine Land Cover (CLC), est marquée par l'importance des territoires agricoles (77,3 % en 2018), une proportion sensiblement équivalente à celle de 1990 (77,7 %). La répartition détaillée en 2018 est la suivante : 
terres arables (38,6 %), forêts (22,3 %), zones agricoles hétérogènes (19,5 %), prairies (19,3 %), zones urbanisées (0,4 %). L'évolution de l’occupation des sols de la commune et de ses infrastructures peut être observée sur les différentes représentations cartographiques du territoire : la carte de Cassini (XVIIIe siècle), la carte d'état-major (1820-1866) et les cartes ou photos aériennes de l'IGN pour la période actuelle (1950 à aujourd'hui).

### Lieux-dits et hameaux
- Ceoules ;
- la Lande.

### Voies de communication et transports
La commune est desservie par les routes départementales D 262 et D 278.

### Risques majeurs
Le territoire de la commune de Larreule est vulnérable à différents aléas naturels : météorologiques (tempête, orage, neige, grand froid, canicule ou sécheresse), inondations et séisme (sismicité modérée). Un site publié par le BRGM permet d'évaluer simplement et rapidement les risques d'un bien localisé soit par son adresse soit par le numéro de sa parcelle.
Certaines parties du territoire communal sont susceptibles d’être affectées par le risque d’inondation par une crue à  débordement lent de cours d'eau, notamment le Luy du Béarn et l'Uzan. La commune a été reconnue en état de catastrophe naturelle au titre des dommages causés par les inondations et coulées de boue survenues en 1982, 1983, 1993 et 2009,.

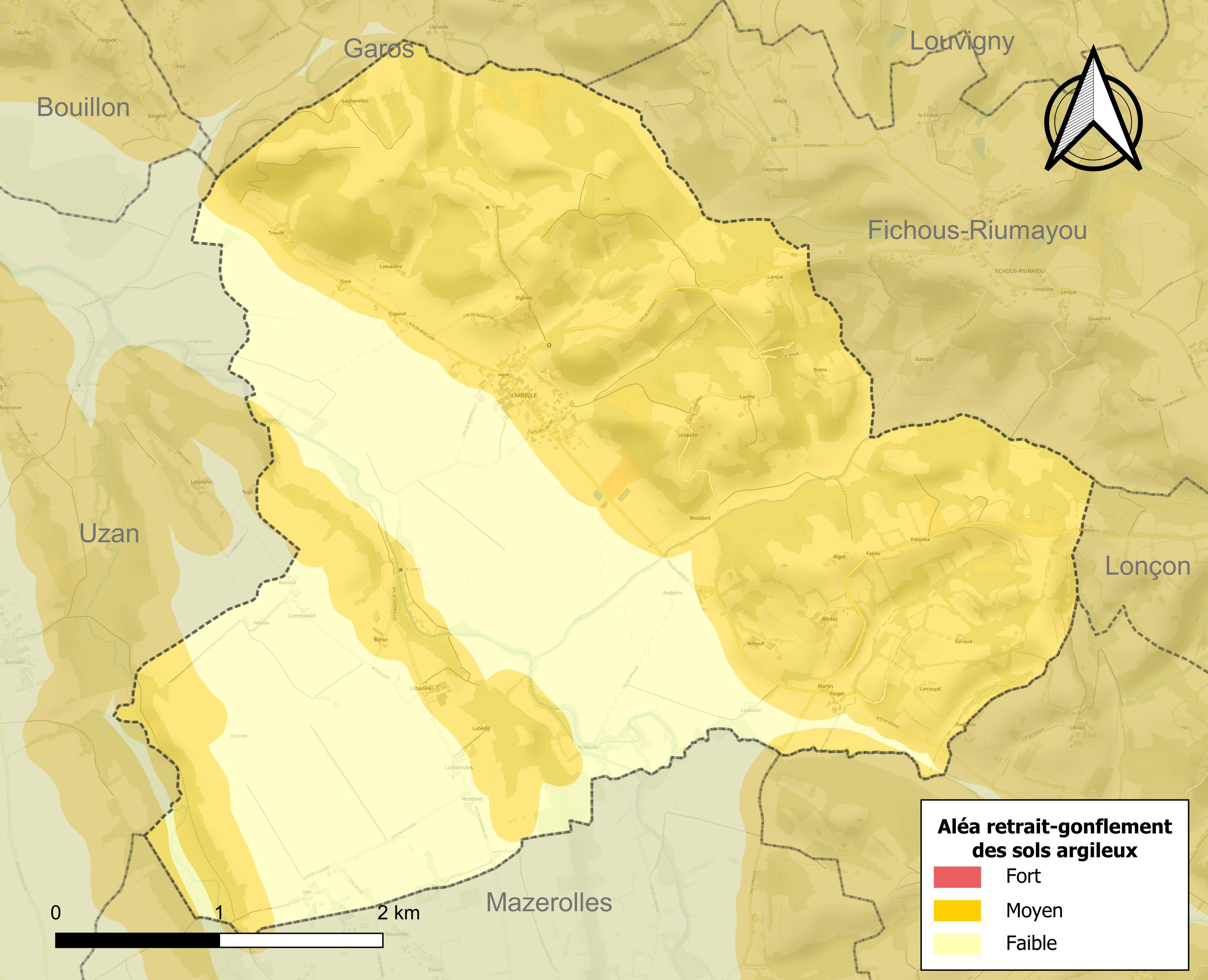
Carte des zones d'aléa retrait-gonflement des sols argileux de Larreule.

Le retrait-gonflement des sols argileux est susceptible d'engendrer des dommages importants aux bâtiments en cas d’alternance de périodes de sécheresse et de pluie. 64,9 % de la superficie communale est en aléa moyen ou fort (59 % au niveau départemental et 48,5 % au niveau national). Depuis le 1er octobre 2020, en application de la loi ELAN, différentes contraintes s'imposent aux vendeurs, maîtres d'ouvrages ou constructeurs de biens situés dans une zone classée en aléa moyen ou fort,.

## Toponymie
Le toponyme Larreule apparaît sous les formes 
Barbapodium, Liserat et Regula (Xe siècle, d'après Pierre de Marca), 
La Reule (XIe – XIVe siècle, Anciens Fors),
Conventus Reulœ Silvestrensis (1291, rôles gascons), 
Le mostier de Larreule de Saubeste (1343, hommages de Béarn), 
La Reule (1385, censier de Béarn) et 
La Reula (1538, réformation de Béarn).
Son nom béarnais est La Reula ou La Réule.
Larreule est un toponyme d'origine gasconne provenant du nom latin La Regula (la règle) s'appliquant à d'anciens monastères bénédictins. On en trouve un autre exemple à Larreule, dans les Hautes-Pyrénées, qui comptait elle aussi une abbaye bénédictine. La Réole en Gironde a la même étymologie.

## Histoire

### Histoire du village
L'histoire du village est totalement liée à l'histoire de son abbaye bénédictine qui fut l'une des trois plus importantes du Béarn. Dans le troisième quart du XIIIe siècle, ce furent ses moines qui fondèrent la bastide de Larreule au pied de l'abbaye, tout comme ils fondèrent les bastides voisines de Mazerolles et d'Uzan.
La bastide reste cependant d'une taille très modeste. En 1385, elle ne compte que 32 feux, et 31 en 1549. Elle possédait des fortifications dont les fossés sont encore visibles.

### Histoire de l'abbaye
L'abbaye bénédictine fut fondée à la fin du Xe siècle par plusieurs grands seigneurs de Gascogne, et fut durant des siècles l'une des trois plus importantes du Béarn, avec celle de Lucq-de-Béarn et de Sauvelade. Enrichis de nombreuses donations, les moines mettent en valeur leurs domaines par défrichement et la fondation de bastides pour leur servir de points d'appui.
Les abbés ont un rôle important au sein du diocèse de Lescar dont ils dépendent, et siègent aux Etats de Béarn. C'est d'ailleurs Jacques de Foix, évêque d'Oloron, évêque de Lescar mais aussi abbé de Larreule et de Saint-Volusien de Foix, qui baptisa le futur Henri IV dans la grande salle du château de Pau.
Cependant l'abbaye, déjà en proie à des difficultés financières dès la fin du XIVe siècle, connaissait un lent déclin au XVe siècle. Les événements liés aux guerres de religion vont lui porter un coup terrible, lorsque les troupes protestantes de Montgomery, chargées par Jeanne d'Albret de reprendre le Béarn occupé par une armée royale catholique, détruisent en grande partie l'abbaye, tandis que ses biens sont saisis.
L'abbaye ne rouvre qu'en 1620 mais ne retrouve jamais sa prospérité passée. En 1773, les derniers moines quittent l'abbaye qui est officiellement supprimée, tandis que ses archives sont transférées à l'évêché voisin de Lescar, où elles disparaîtront durant la Révolution. Ses biens furent transférés au séminaire de Pau. Durant cette période, en 1790 et 1791, les bâtiments conventuels sont détruits et seule l'église subsiste.

## Politique et administration
| Période                                  | Période  | Identité         | Étiquette | Qualité |
| ---------------------------------------- | -------- | ---------------- | --------- | ------- |
| 1995                                     | 2008     | Gabriel Cassou   |           |         |
| 2008                                     | 2014     | Philippe Lalanne |           |         |
| 2014                                     | En cours | Philippe Lalanne |           |         |
| Les données manquantes sont à compléter. |          |                  |           |         |

### Intercommunalité
Larreule appartient à quatre structures intercommunales :
- la communauté de communes des Luys en Béarn ;
- le SIVU pour l'entretien de la voirie et des espaces verts de Mazerolles, Larreule, Uzan et Louvigny ;
- le syndicat AEP d'Arzacq ;
- le syndicat d’énergie des Pyrénées-Atlantiques.

## Population et société

### Démographie
En 1385, Larreule comptait 32 feux.
L'évolution du nombre d'habitants est connue à travers les recensements de la population effectués dans la commune depuis 1793. Pour les communes de moins de 10 000 habitants, une enquête de recensement portant sur toute la population est réalisée tous les cinq ans, les populations de référence des années intermédiaires étant quant à elles estimées par interpolation ou extrapolation. Pour la commune, le premier recensement exhaustif entrant dans le cadre du nouveau dispositif a été réalisé en 2006.

En 2022, la commune comptait 192 habitants, en évolution de +5,49 % par rapport à 2016 (Pyrénées-Atlantiques : +3,78 %, France hors Mayotte : +2,11 %).
| 1793 | 1800 | 1806 | 1821 | 1831 | 1836 | 1841 | 1846 | 1851 |
| ---- | ---- | ---- | ---- | ---- | ---- | ---- | ---- | ---- |
| 396  | 414  | 360  | 461  | 425  | 489  | 470  | 493  | 485  |

| 1856 | 1861 | 1866 | 1872 | 1876 | 1881 | 1886 | 1891 | 1896 |
| ---- | ---- | ---- | ---- | ---- | ---- | ---- | ---- | ---- |
| 478  | 427  | 402  | 377  | 384  | 376  | 371  | 346  | 315  |

| 1901 | 1906 | 1911 | 1921 | 1926 | 1931 | 1936 | 1946 | 1954 |
| ---- | ---- | ---- | ---- | ---- | ---- | ---- | ---- | ---- |
| 312  | 284  | 285  | 252  | 274  | 249  | 228  | 188  | 187  |

| 1962 | 1968 | 1975 | 1982 | 1990 | 1999 | 2006 | 2011 | 2016 |
| ---- | ---- | ---- | ---- | ---- | ---- | ---- | ---- | ---- |
| 193  | 186  | 156  | 157  | 160  | 187  | 159  | 163  | 182  |

| 2021 | 2022 | - | - | - | - | - | - | - |
| ---- | ---- | - | - | - | - | - | - | - |
| 189  | 192  | - | - | - | - | - | - | - |

Larreule fait partie de l'aire d'attraction de Pau.

## Culture locale et patrimoine

### Patrimoine civil
On trouve à Larreule une ferme construite au XIXe siècle. Le moulin date de la même époque.

### Patrimoine religieux
L'église Saint-Pierre de l'abbaye de bénédictins date du XIIe siècle. L'église Saint-Pierre possède trois chapiteaux du XIIe siècle, plusieurs statues, vingt-quatre fausses stalles de célébrant, et divers autres mobiliers et objets dont certaines statues sont classées.